# Sinemys chabuensis
Sinemys chabuensis — викопний вид прихованошийних черепах вимерлої родини Sinochelyidae, що існував у ранній крейді, 130 млн років тому. Описаний по частковому карапаксу, що знайдений у відкладеннях формації Цзінчуань у провінції Внутрішня Монголія на півночі Китаю.